# Боб Логан
Боб Логан (англ. Bob Logan, нар. 22 лютого 1964, Монреаль) — колишній канадський хокеїст, що грав на позиції крайнього нападника.

## Ігрова кар'єра
Професійну хокейну кар'єру розпочав 1986 року.
1982 року був обраний на драфті НХЛ під 100-м загальним номером командою «Баффало Сейбрс».
Протягом професійної клубної ігрової кар'єри, що тривала 5 років, захищав кольори команд «Баффало Сейбрс» та «Лос-Анджелес Кінгс».

## Статистика НХЛ
| Сезон        | Клуб                 | Ліга         | Регулярна першість | Регулярна першість | Регулярна першість | Регулярна першість | Регулярна першість |
| Сезон        | Клуб                 | Ліга         | І                  | Г                  | П                  | О                  | ШХ                 |
| ------------ | -------------------- | ------------ | ------------------ | ------------------ | ------------------ | ------------------ | ------------------ |
| 1986–1987    | «Баффало Сейбрс»     | НХЛ          | 22                 | 3                  | 7                  | 10                 | 0                  |
| 1987–1988    | «Баффало Сейбрс»     | НХЛ          | 16                 | 3                  | 2                  | 5                  | 0                  |
| 1988–1989    | «Лос-Анджелес Кінгс» | НХЛ          | 4                  | 0                  | 0                  | 0                  | 0                  |
| Усього в НХЛ | Усього в НХЛ         | Усього в НХЛ | 42                 | 6                  | 9                  | 15                 | 0                  |